# Дожа Дьёрдь ут (станция метро, линия M3)
Дожа Дьёрдь ут (венг. Dózsa György út, Проспект Дьёрдя Дожи) — станция Будапештского метрополитена на линии M3 (синей).
Открыта в 1984 году в составе участка Лехель тер — Арпад хид. Названа по одноимённому проспекту, в свою очередь названному по имени предводителя крестьянского восстания.
Линия M3 на участке Деак Ференц тер — Уйпешт-Варошкапу, включающем и Дожа Дьёрдь ут, идёт параллельно проспекту Ваци (Váci út), одной из главных магистралей Будапешта, ведущей в северном направлении по левому берегу Дуная. Станция «Дожа Дьёрдь ут» находится под площадью, на которой проспект Дьёрдя Дожи пересекает проспект Ваци, переходя в Дравскую улицу (Dráva utca).
Станция мелкого заложения, глубина 8,5 м. На станции две боковые платформы. До реконструкции отсутствовал переход между платформами, для перехода на платформу встречного направления необходимо выйти на улицу, перейти по наземному переходу через проспект Ваци и вновь спуститься в метро.
4 ноября 2017 года часть линии M3 от станции «Лехель тер» до станции «Уйпешт-Кёзпонт» закрыта на реконструкцию. 29 марта 2019 года станция «Дожа Дьёрдь ут» была торжественно открыта после реконструкции.